# 獲得工作
獲得工作（かくとくこうさく）とは、情報機関が協力者を得るために使う工作活動の一種。

## 概要

### 基本
情報機関員が対象組織（政府、軍隊、政党など）の内部に協力者を獲得し、情報収集に利用する。いわゆる諜報活動の中心となる手法の一つである。
獲得工作は協力者の弱みを握って脅し、情報を取るとは限らない。相手は脅されれば逃げることもある。例えば、上海総領事館員自殺事件では外交官は転勤を願い出ており、認められている。この後から中国当局は脅迫を強め、外交官は自殺に追い込まれた。
工作にかかった人間を相手が守る場合もある。イギリスなどでは、工作にかかった人間を救出する仕組みがある。そうすることで情報漏洩を防げるし、偽情報を流すことも出来るからである。
よい情報を得たり、工作を行うためには協力者が進んで協力するという状態にまで相手を運営する必要がある。そのためには情報機関員が協力者と信頼関係を築くことが重要である。

### 意義
協力者獲得の意義は情報収集と積極工作を行うことである。
- 情報収集

情報機関が対象組織の情報を収集する場合、情報機関員が自ら情報収集を行うには限度がある。
そこで、内部の人間を利用して情報収集を行う必要がある。
- 積極工作

対象組織の中にいる協力者を利用することで、都合のよい方向に誘導できる可能性がある。
このような、対象組織を都合よく誘導する工作を積極工作（アクティブ・メジャーズ）という。

### 対象
どんな人間に工作をかけるかは場合によって異なる。対象組織の幹部などを一本釣りする場合もあれば、対象組織の人間を獲得してから幹部に育て上げる場合もあるとされる。
また、獲得しやすい人物は、以下のような人物といわれる。
- 組織に反発心を持つ人物
- 有能だが、意志の弱い人物
- 家庭の問題などを抱えた人物
- 情報機関員と個人的な間柄にある人物
- 金銭の誘惑に弱い人物

KGBでは具体的な例として、秘書、不満を抱えたインテリを挙げている。

## 手法

### 基礎調査
協力者になりそうな人物の経歴、組織内での地位、性格、趣味などを調べ上げる。

### 選定
基礎調査を元に誰を工作するか選定する。

### 計画
対象者にどう工作をかけるかを計画する。

### 接触
対象者に接触する。
接触の方法はさまざまなものがある。仕事を使ったり、偶然を装う、脅して呼び出すなどの方法がある。
接触すると、機関員は対象者に近付き、問題を解決したりして恩義や親近感を得ると共に、何か協力すると「お礼」として金銭を渡し、既成事実を積み重ねていく。中野学校ではこの段階を「極意はすりよる心なり」と教えている。

### 説得
身分を明かし、対象者に協力を要請する。
この段階が一番難しく、断られることも多い。その場合は積み上げてきた既成事実を使って断れない話を持ちかけることになる。
ここで対象者が了承すると、獲得となり、「協力者」として登録される。

## 獲得後
より良い工作を行うためには、協力者が組織で出世することが望ましい。
そのために金銭を与えたり、様々なケアを行う。
情報機関では、協力者を重要度、地位等で分けて管理している。
- 運営

連絡して情報を貰うほか、協力者と会って信頼関係を深める。しかし接触は危険であるため、出来るだけ顔を合わせずに連絡を行い、乱数放送やデッド・ドロップといった様々な技術を使う。接触する前は尾行点検を行い、時間や場所を工夫をしたりと細心の注意を払う。
- 育成

協力者が出世するように金銭を与えるなどの援助を行う。